# Alfa2-makroglobulina
Alfa2-makroglobulina – białko wysokocząsteczkowe o właściwościach nieswoistego inhibitora endoproteaz.
U ludzi dorosłych jej stężenie wynosi 1,2–3,0 g/l i jest 2–3 razy większe u niemowląt i noworodków.
Wzrost stężenia alfa2-makroglobuliny obserwuje się w zespole nerczycowym, marskości wątroby, cukrzycy oraz w okresie ciąży. Spadki stężenia towarzyszą ciężkim postaciom niewydolności wątroby, zakażeniom oraz nasilonym procesom fibrynolitycznym.